# Victor Matthys
Victor Matthys (20 de marzo de 1914 – 10 de noviembre de 1947) fue un político belga que actuó como líder del rexismo. Acabada de Segunda Guerra Mundial, fue ejecutado por colaboracionismo con la Alemania nazi.
Uno de los primeros miembros del movimiento rexista, Matthys se hizo cargo de la edición del periódico del movimiento, Le Pays Réel, en 1936 y en mayo de 1941 fue ascendido a director de propaganda. Se convirtió en líder oficial del rexismo en julio de ese mismo año, después de que Léon Degrelle se marchase para unirse a las Waffen SS. Al parecer fue designaco al cargo, dado que su carácter débil no significaba una amenaza real a la posición de Degrelle como líder. Matthys también era popular con los alemanes, dada su admiración de larga data por Adolf Hitler.
Como líder rexista, Matthys demostró ser tan débil e ineficaz como Degrelle esperaba, aunque con una propensión a la violencia para ocultar sus debilidades. Finalmente, su posición fue objeto de crítica después de que ordenó la masacre de 27 personas en Courcelles como represalia por las actividades de la resistencia. La medida fue condenada rotundamente por su extrema severidad y Matthys hubo de abandonar la dirección de los rexistas en favor de Louis Collard. Al término de la guerra fue sentenciado a la pena capital por colaboracionismo y ejecutado en 1947.